# Face the Music
Face the Music är ett studioalbum av popgruppen Melody Club, släppt den 25 augusti 2004. På albumlistan placerade sig albumet som bäst på sjätte plats i Sverige. 
Face the Music är gruppens andra album och producerades av den danske producenten Thomas Troelsen i Deltalab studios, Köpenhamn.
Från albumet släpptes singlarna Take Me Away, Baby (Stand Up), Boys in the Girls' Room och Wildhearts.   

## Låtlista
| Nr           | Titel                                | Längd |
| ------------ | ------------------------------------ | ----- |
| 1.           | Killing A Boy                        | 3:21  |
| 2.           | Cats In The Dark                     | 3:03  |
| 3.           | Take Me Away (singel # 1)            | 3:11  |
| 4.           | Love Drive                           | 2:57  |
| 5.           | Boys In The Girls' Room (singel # 3) | 3:16  |
| 6.           | Wildhearts (singel # 4)              | 3:46  |
| 7.           | Baby (singel # 2)                    | 3:36  |
| 8.           | Summer Low                           | 3:42  |
| 9.           | Breakaway                            | 2:57  |
| 10.          | Winterland                           | 3:38  |
| 11.          | Tomorrow Is A Stranger               | 3:55  |
| Total längd: | Total längd:                         | 37:22 |

## Listplaceringar
| Lista (2004-2005) | Topplacering |
| ----------------- | ------------ |
| Sverige           | 6            |

### Fotnoter
1. ↑  ”Face the Music”. Swedishcharts. 26 februari 2004. http://swedishcharts.com/showitem.asp?interpret=Melody+Club&titel=Face+The+Music&cat=a. Läst 19 augusti 2007.